# Феррит кобальта(II)
Феррит кобальта(II) — неорганическое соединение,
комплексный оксид кобальта и железа с формулой CoFe2O4,
чёрные кристаллы,
не растворяется в воде.

## Физические свойства
Феррит кобальта(II) образует чёрные кристаллы
кубической сингонии,
пространственная группа F d3m,
параметры ячейки a = 0,8412 нм, Z = 8.
Не растворяется в воде.
Является ферромагнетиком с температурой Кюри 793 К.